# Colombia-Selle Italia/2004
Deze pagina geeft een overzicht van de Colombia-Selle Italia-wielerploeg in 2004.

## Algemeen
Sponsors: Colombia (overheid), Selle Italia (fietsmerk)
Algemeen manager: Antonio Castaño
Ploegleiders: Gianni Savio
Fietsen: Daccordi
Onderdelen: Campagnolo

## Renners
| Naam                | Geboortedatum | Nationaliteit | Ploeg 2003         |
| ------------------- | ------------- | ------------- | ------------------ |
| Alexis Castro       | 15-10-1980    | Colombia      | Neo                |
| Mariano Giallorenzo | 07-08-1982    | Italië        | Stagiair           |
| Freddy González     | 18-06-1975    | Colombia      |                    |
| Raffaele Illiano    | 11-02-1977    | Italië        |                    |
| Álvaro Lozano       | 14-05-1964    | Colombia      | Onbekend           |
| Ruber Marín         | 07-06-1968    | Colombia      |                    |
| Uberlino Mesa       | 12-06-1971    | Colombia      |                    |
| Freddy Paredes      | 21-09-1974    | Colombia      | Onbekend           |
| Marlon Pérez        | 10-01-1976    | Colombia      | 05 Orbitel         |
| José Rujano         | 18-02-1982    | Venezuela     |                    |
| Leonardo Scarselli  | 29-04-1975    | Italië        |                    |
| Philippe Schnyder   | 17-03-1978    | Zwitserland   | Volksbank-Ideal    |
| Russell Van Hout    | 15-06-1976    | Australië     |                    |
| Trent Wilson        | 18-11-1978    | Australië     | Flanders-iTeamNova |

## Belangrijke overwinningen
| Ronde van Táchira 1e etappe: Marlon Pérez 3e etappe: Marlon Pérez 5e etappe: José Rujano 8e etappe: Freddy González 12e etappe: Freddy González 13e etappe: José Rujano 14e etappe: Marlon Pérez Eindklassement: José Rujano Ronde van Langkawi 2e etappe: Marlon Pérez 9e etappe: Ruber Marín Eindklassement: Freddy González | GP Bradlo Raffaele Illiano Ronde van Venezuela 8e etappe: Freddy González Ronde van Senegal Proloog: Raffaele Illiano 6e etappe: Raffaele Illiano 8e etappe: Raffaele Illiano Eindklassement: Mariano Giallorenzo Clásico RCN 1e etappe: Freddy González 3e etappe: Álvaro Lozano 6e etappe: Uberlino Mesa |

1996 · 1997 · 1998 · 1999 · 2000 · 2001 · 2002 · 2003 · 2004 · 2005 · 2006 · 2007 · 2008 · 2009 · 2010 · 2011 · 2012 · 2013 · 2014 · 2015 · 2016 · 2017 · 2018 · 2019 · 2020 · 2021 · 2022